# 巴迪夫
48°21′13″N 22°21′20″E / 48.35361°N 22.35556°E
巴迪夫（羅馬化：Badiv）是烏克蘭西部的村莊，隸屬外喀爾巴阡州的貝雷霍韋區。該村始建於1927年，面積1.45平方公里，海拔高度102米，2001年人口546，人口密度每平方公里376.55人。